# Charly-Oradour

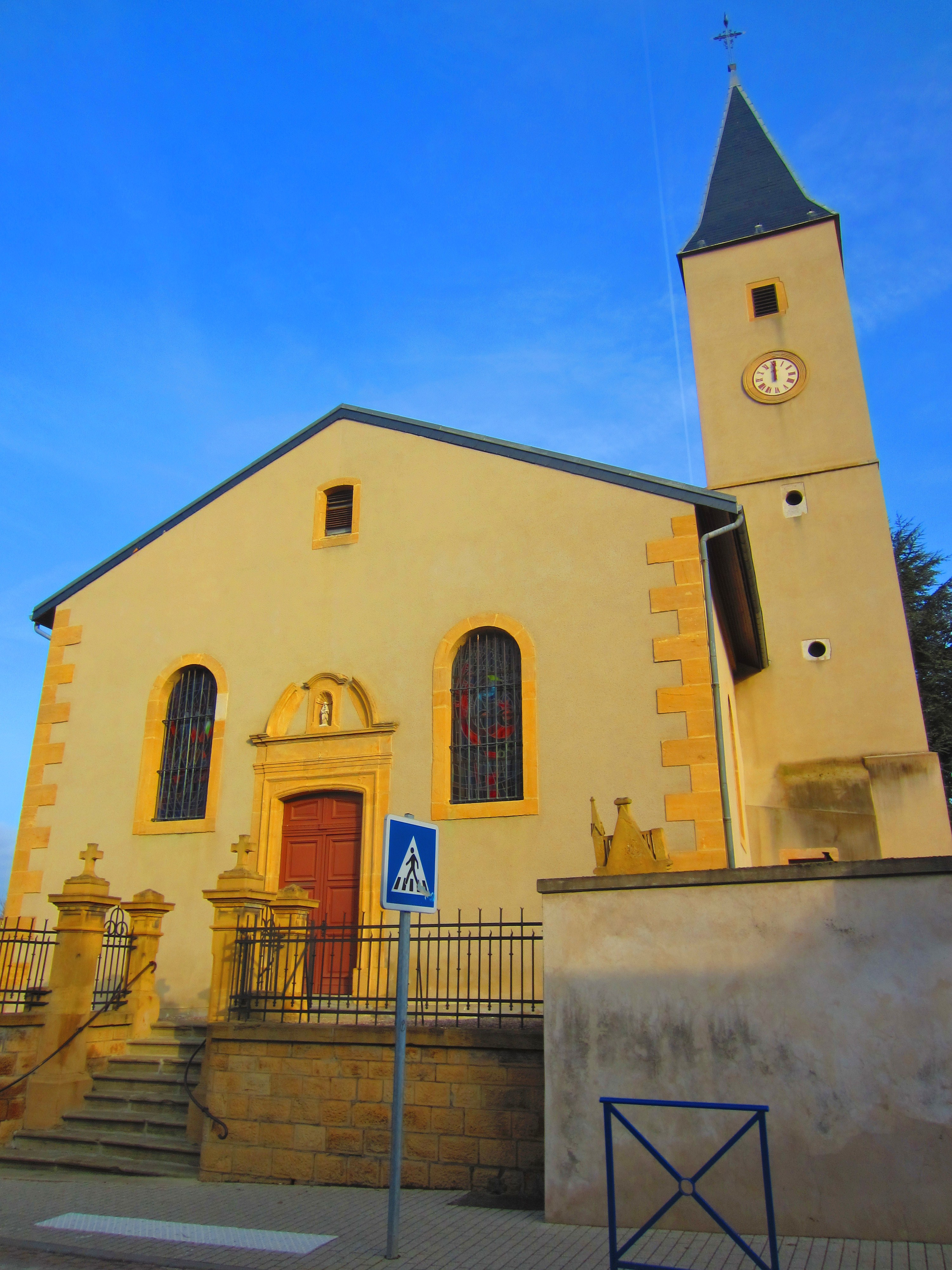
Kirche der Heiligen Jungfrau Maria

Charly-Oradour (bis 1950 Charly) ist eine französische Gemeinde mit 793 Einwohnern (Stand 1. Januar 2022) im Département Moselle in der Region Grand Est (bis 2015 Lothringen).

## Geographie
Die Gemeinde Charly-Oradoue liegt in Lothringen, auf der rechten Seite der Mosel, etwa zehn Kilometer nordöstlich von Metz und fünf Kilometer südwestlich von Vigy.

## Geschichte
Der Ort wurde im 15. Jahrhundert erstmals als Chairley erwähnt, ist aber wesentlich älter. Die Ortschaft gehörte früher zum Bistum Metz.
Durch den Frankfurter Frieden vom 10. Mai 1871 kam die Region an das deutsche Reichsland Elsaß-Lothringen, und das Dorf wurde dem Landkreis Metz im Bezirk Lothringen zugeordnet. Die Dorfbewohner betrieben Getreide-, Wein-,  Obst- und Gemüsebau.
Nach dem Ersten Weltkrieg musste die Region aufgrund der Bestimmungen des Versailler Vertrags 1919 an Frankreich abgetreten werden. Im Zweiten Weltkrieg war die Region von der deutschen Wehrmacht besetzt. Kurz zuvor waren die Einwohner von der französischen Verwaltung in den Südwesten Frankreichs evakuiert worden. 39 von ihnen gelangten nach Oradour-sur-Glane. Nach Partisanenangriffen verübte dort 1944 eine Einheit der Waffen-SS das Massaker von Oradour, bei dem die meisten Einwohner ums Leben kamen. Zum Andenken an die Toten wurde der Ort im August 1950 in Charly-Oradour umbenannt.
1915–1918 und 1940–1944 trug der Ort den deutschen Namen Karlen.

## Siehe auch

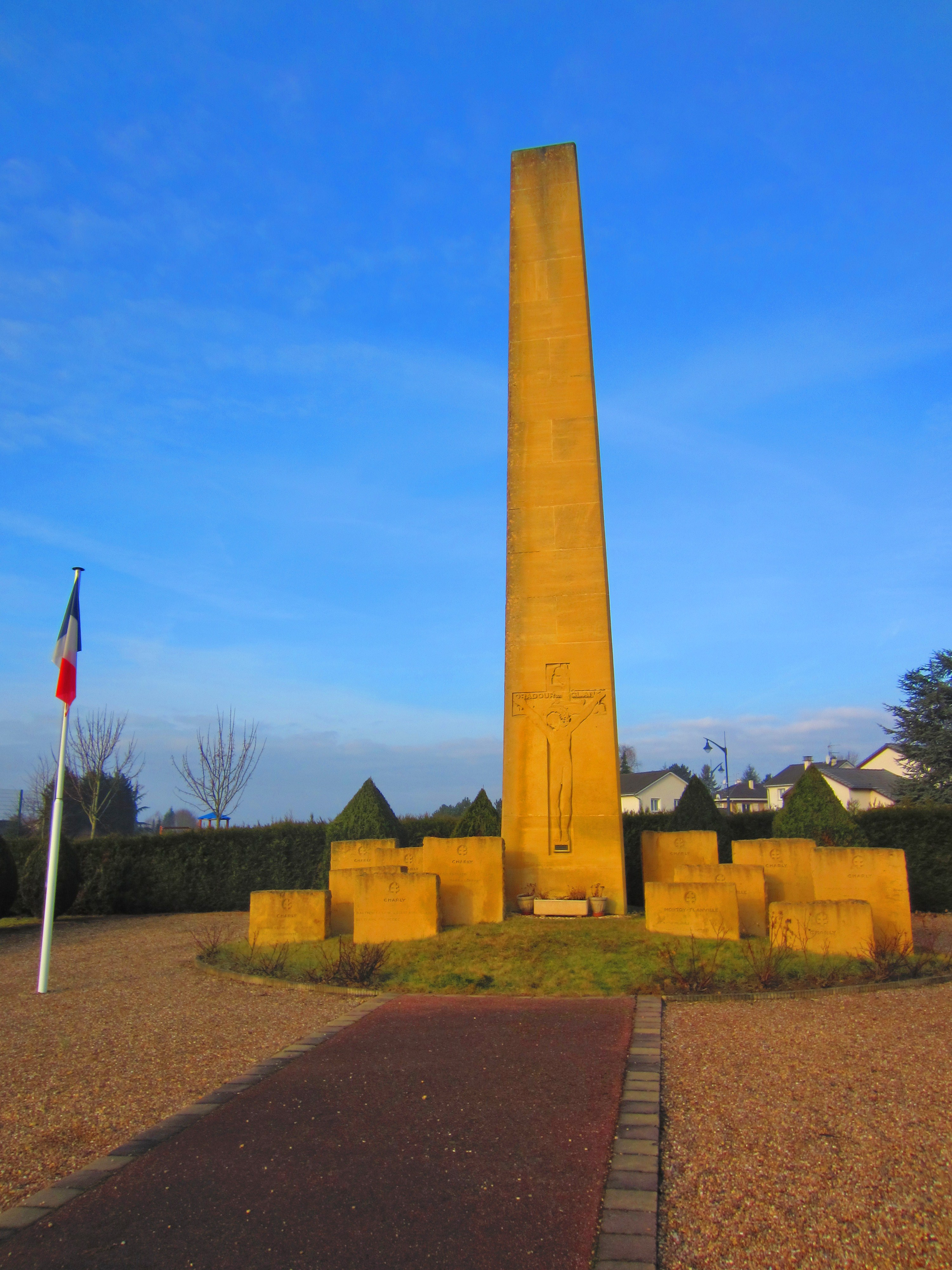
Mahnmal

### Demographie
| Anzahl Einwohner seit Ende des Zweiten WeLtkriegs | Anzahl Einwohner seit Ende des Zweiten WeLtkriegs | Anzahl Einwohner seit Ende des Zweiten WeLtkriegs | Anzahl Einwohner seit Ende des Zweiten WeLtkriegs | Anzahl Einwohner seit Ende des Zweiten WeLtkriegs | Anzahl Einwohner seit Ende des Zweiten WeLtkriegs | Anzahl Einwohner seit Ende des Zweiten WeLtkriegs | Anzahl Einwohner seit Ende des Zweiten WeLtkriegs | Anzahl Einwohner seit Ende des Zweiten WeLtkriegs |
| ------------------------------------------------- | ------------------------------------------------- | ------------------------------------------------- | ------------------------------------------------- | ------------------------------------------------- | ------------------------------------------------- | ------------------------------------------------- | ------------------------------------------------- | ------------------------------------------------- |
| Jahr                                              | 1962                                              | 1968                                              | 1975                                              | 1982                                              | 1990                                              | 1999                                              | 2007                                              | 2019                                              |
| Einwohner                                         | 166                                               | 196                                               | 248                                               | 259                                               | 385                                               | 621                                               | 634                                               | 672                                               |